# Larry Shields

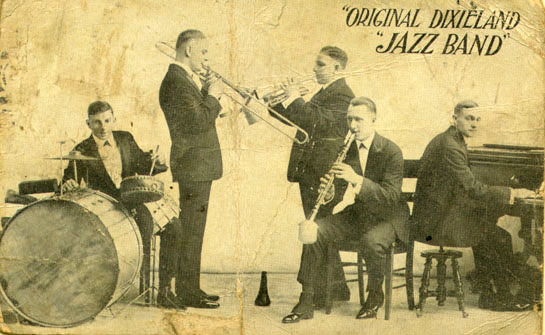
Original Dixieland Jass Band

Lawrence James "Larry" Shields (13 de septiembre de 1893 - 21 de noviembre de 1953) fue un clarinetista de jazz dixieland. Fue miembro de la Original Dixieland Jazz Band, la primera banda de jazz en grabar comercialmente.

## Antecedentes
Shields nació de una familia americana-irlandesa en Nueva Orleans, en la misma cuadra en la que vivía el pionero del jazz Buddy Bolden. La familia de Shield era musical: sus hermanos Harry, Pat (guitarra), y Eddie (piano) tocaban profesionalmente.
Shields empezó a tocar clarinete a la edad de 14 años y tocó con las bandas de Papa Jack Laine. 
Fue uno de los primeros músicos de Nueva Orleans en ir a Chicago, primero hacia el norte en el verano de 1915 para encontrarse con la banda de Bert Kelly y luego con la de Tom Brown antes de formar parte de la Original Dixieland Jass Band (ODJB) en noviembre de 1916. Al siguiente año, esa banda realizó la primera grabación de jazz en fonógrafo. Durante este tiempo, tocó ocasionalmente con la banda de King Watzke.
En 1921, después de dejar a la ODJB, tocó con distintas bandas en Nueva York (incluyendo con la de Paul Whiteman) antes de mudarse a Los Ángeles donde permaneció hasta 1920 dirigiendo su propia banda y actuando en películas de Hollywood.
En 1930, Shields regresó a Chicago y se unió a la nueva ODJB. Después trabajó por un tiempo en "Nicks" en Nueva York antes de regresar a tocar en Nueva Orleans y luego en California. Murió en Los Ángeles.

## Influencia
Su forma de tocar, especialmente en grabaciones de fonógrafo, influyó en futuros clarinetistas como Benny Goodman o Dink Johnson a quien inspiró para empezar a tocar el clarinete; en una entrevista de 1950 con Floyd Levin, dijo: "Originalmente yo era baterista. Siempre quise tocar el clarinete desde que escuché a Larry Shields en la ODJB." 
Colaboró en la elaboración de los clásicos de la ODJB "Clarinet Marmalade" junto con Henry Ragas y "At the Jazz Band Ball", "Ostrich Walk", y "Fidgety Feet" con Nick LaRocca. Estas composiciones se convirtieron en clásicos de jazz y estándares que fueron vueltos a grabar por otras bandas de jazz.

## Honores
En el 2006, su grabación de 1917 de "Darktown Strutters' Ball" con la Original Dixieland Jass Band fue incluida en el Premio del Salón de la Fama de los Grammy.